# 馬西莫·坦布里尼
馬西莫·坦布里尼（義大利語：Massimo Tamburini，1943年11月28日—2014年4月5日），是一名意大利的摩托车设计师。他为卡吉瓦、杜卡迪摩托公司和奥古斯塔设计过大量作品。他是比摩塔公司的创始人之一。他设计的经典款式均在古根海姆博物馆出展。
2014年4月5日，他因肺癌去世，享年70岁。